# Sang (film, 1930)
Pour plus de détails, voir Fiche technique et Distribution.
Sang (Na Sybir) est un film polonais réalisé par Henryk Szaro sorti en 1930.

## Fiche technique
- Titre : Sang
- Titre original : Na Sybir
- Réalisation : Henryk Szaro
- Scénario : Wacław Sieroszewski, Henryk Szaro, Anatol Stern
- Société de Production :
- Musique : Henryk Wars
- Photographie : Zbigniew Gniazdowski
Nicolas Farkas
- Montage :
- Costumes :
- Pays d'origine : Pologne
- Format :
- Genre :
- Durée : 1 h 29 min
- Date de sortie : 
  - Pologne : 31 octobre 1930
  - France : 11 mai 1933
  - Pologne : 1937 (version sonorisée)

## Distribution
- Jadwiga Smosarska – Rena Czarska
- Adam Brodzisz – Ryszard Prawdzic
- Bogusław Samborski
- Mieczysław Frenkiel – Józef Czarski, père de Rena
- Mira Zimińska – Janka Mirska
- Eugeniusz Bodo
- Kazimierz Justian